# Park Xiangshan

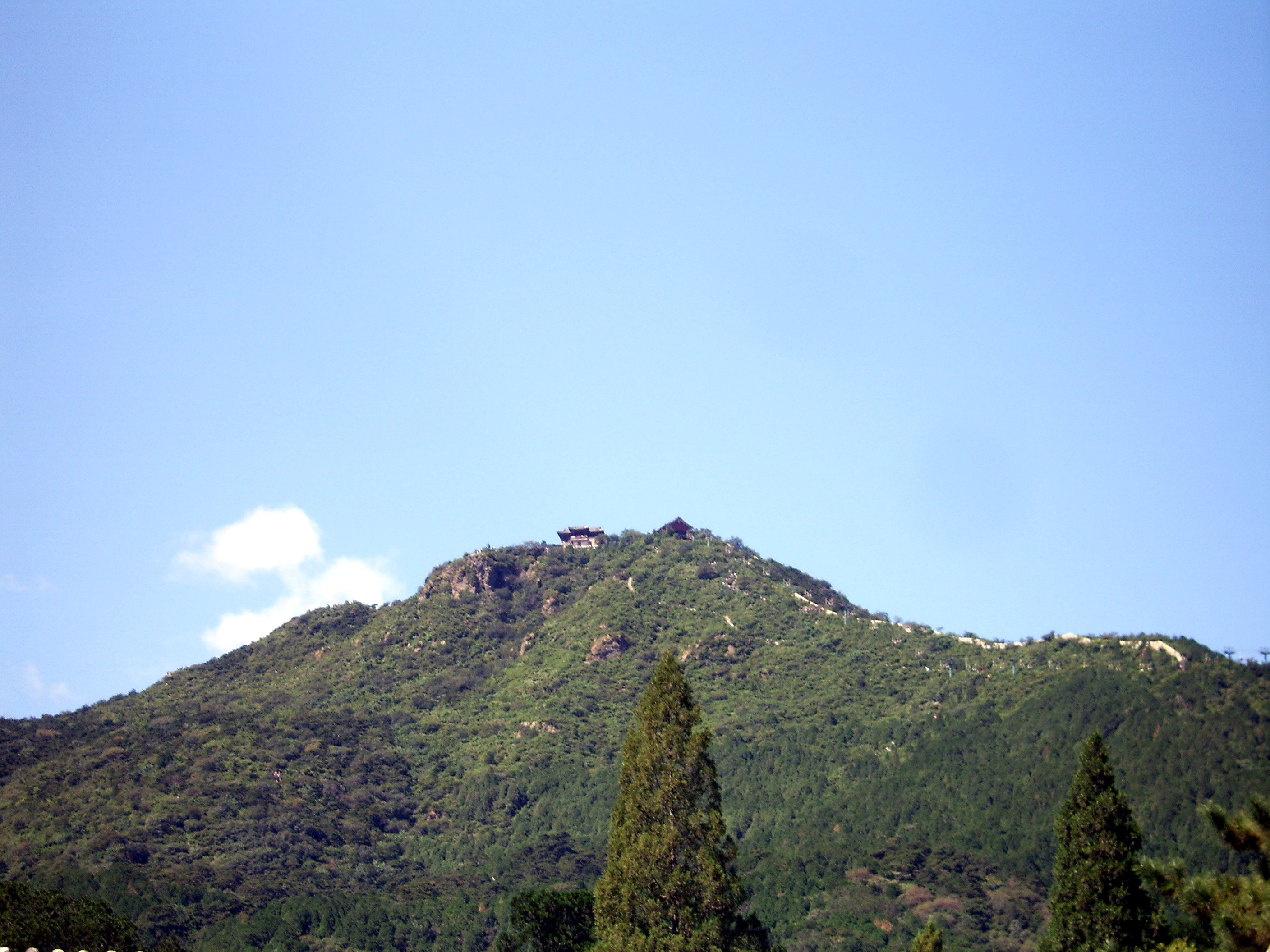
Wzgórze Xianglu

Park Xiangshan (dosł. Pachnące Wzgórza; chiń. upr. 香山公园, chiń. trad. 香山公園, pinyin Xiāngshān Gōngyuán) – park miejski położony we wschodniej części zachodniego pasma Zachodnich Wzgórz, około 28 kilometrów na zachód od centrum Pekinu. Położony na wzgórzach park ma powierzchnię 1,6 km² i w większości porośnięty jest lasem.
Park został utworzony w 1186 roku, za panowania dynastii Jin, jako otoczenie wzniesionej wówczas świątyni. Poszerzono go za czasów dynastii Yuan i Ming. W 1745 roku z rozkazu cesarza Qianlonga przeprowadzono zakrojoną na szeroką skalę rozbudowę parku, wznosząc na jego obszarze liczne pawilony i inne zabudowania. Znajdujące się w parku budynki zostały w większości zniszczone przez wojska brytyjsko-francuskie podczas II wojny opiumowej. Kolejnych zniszczeń dokonano podczas powstania bokserów w 1900 roku. Po 1949 roku przeprowadzono gruntowną renowację parku. Obecnie stanowi popularne miejsce spacerów, zwłaszcza jesienią, gdy rosnące w nim drzewa pokrywają się czerwonymi liśćmi.

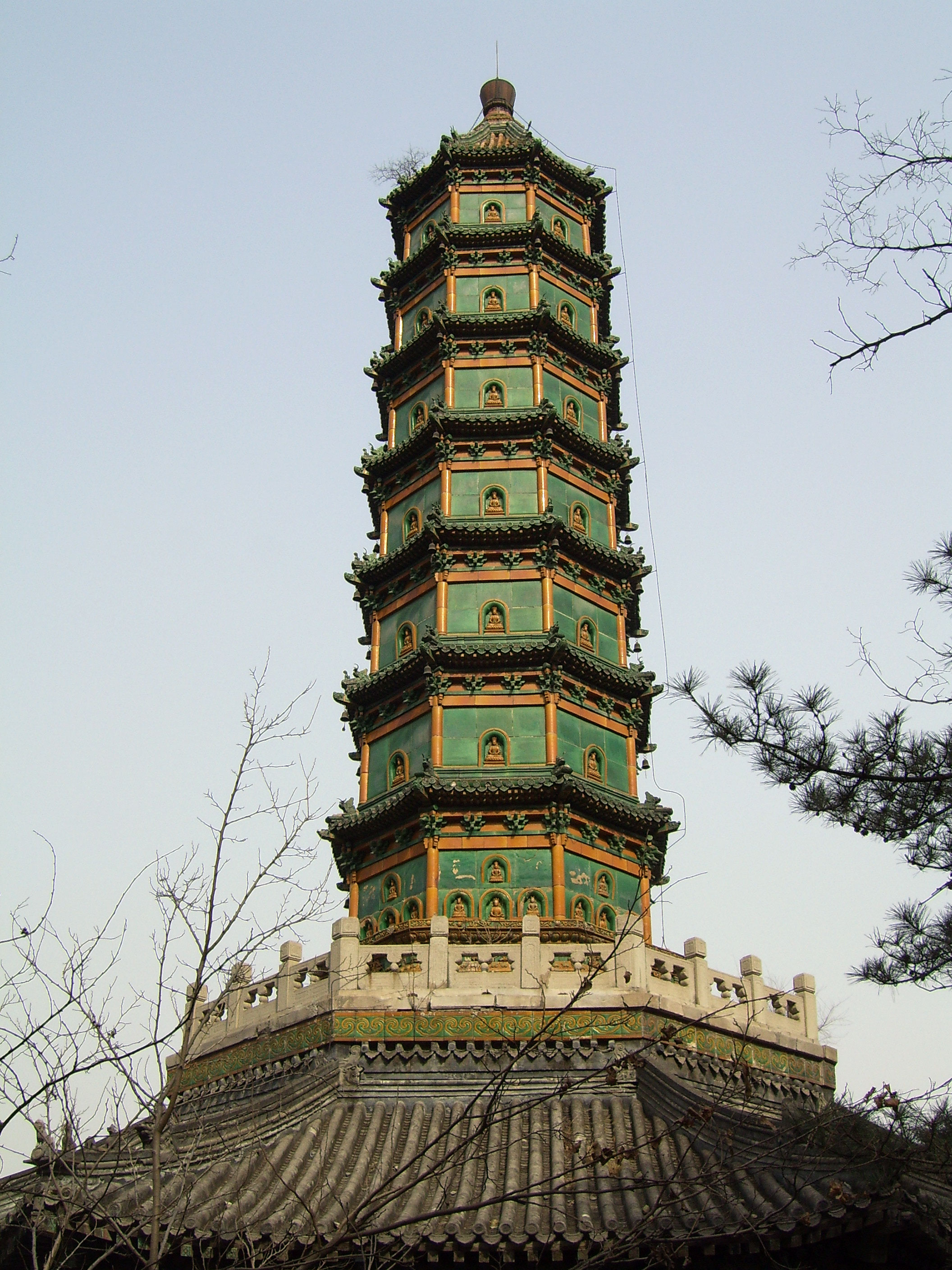
Lamaistyczna pagoda

Z wysoko położonego terenu Xiangshan można podziwiać panoramę Pekinu. Najwyższym punktem parku jest mierzące 557 metrów wysokości wzgórze Xianglu. Jego nazwa oznacza dosłownie „Wzgórze Palenia Kadzideł” i pochodzi od znajdujących się na szczycie dwóch wielkich głazów, przypominających swoim kształtem kadzidła modlitewne. 
Na terenie parku zachowało się kilka historycznych obiektów architektonicznych, m.in. pagoda Świątyni Jasności. Lamaistyczna świątynia została zbudowana przez cesarza Qianlonga w 1780 roku jako rezydencja dla VI Panczenlamy. Zniszczona została w czasie II wojny opiumowej i do dziś zachowała się jedynie jej pagoda. Składa się ona z 10-metrowego tarasu, nad którym wznosi się siedmiopiętrowa, ośmiokątna wieża. Nad każdym z pięter zawieszone są dzwonki, które wydają dźwięk przy każdym podmuchu wiatru. 
Na terenie parku znajdują się także dwa hotele.